# Paweł Zajas
Paweł Zajas (ur. 1976) – polski filolog i literaturoznawca, profesor zwyczajny.

## Życiorys
Jest pracownikiem naukowym Wydziału Anglistyki Uniwersytetu im. Adama Mickiewicza w Poznaniu oraz badaczem stowarzyszonym (research fellow) w Uniwersytecie w Pretorii. Zajmuje się badaniami nad teoriami i literaturami postkolonialnymi, antropologią i socjologią literatury oraz propagandą kulturową/polityką kulturalną. Jest specjalistą w zakresie literatury holenderskiej i literatury afrikaans. W  2018 roku otrzymał tytuł profesora. Jest autorem m.in. takich monografii jak "Postkolonialne imaginarium południowoafrykańskie literatury polskiej i niderlandzkiej" (2008), "Jak świat prawdziwy stał się bajką. O literaturze niefikcjonalnej" (2011) oraz  "Niemilknące muzy. Wydawcy, pisarze, tłumacze i pośrednicy kulturowi na frontach Wielkiej Wojny 1914-1918".